# 岡田浦駅
岡田浦駅（おかだうらえき）は、大阪府泉南市岡田にある、南海電気鉄道南海本線の駅。駅番号はNK35。

## 歴史
- 1915年（大正4年）11月1日：南海鉄道 吉見ノ里駅 - 樽井駅間に新設。
- 1944年（昭和19年）6月1日：会社合併により近畿日本鉄道の駅となる。
- 1947年（昭和22年）6月1日：路線譲渡により南海電気鉄道の駅となる。
- 2012年（平成24年）4月1日：駅ナンバリングが導入され、使用を開始[1][2]。

## 駅構造

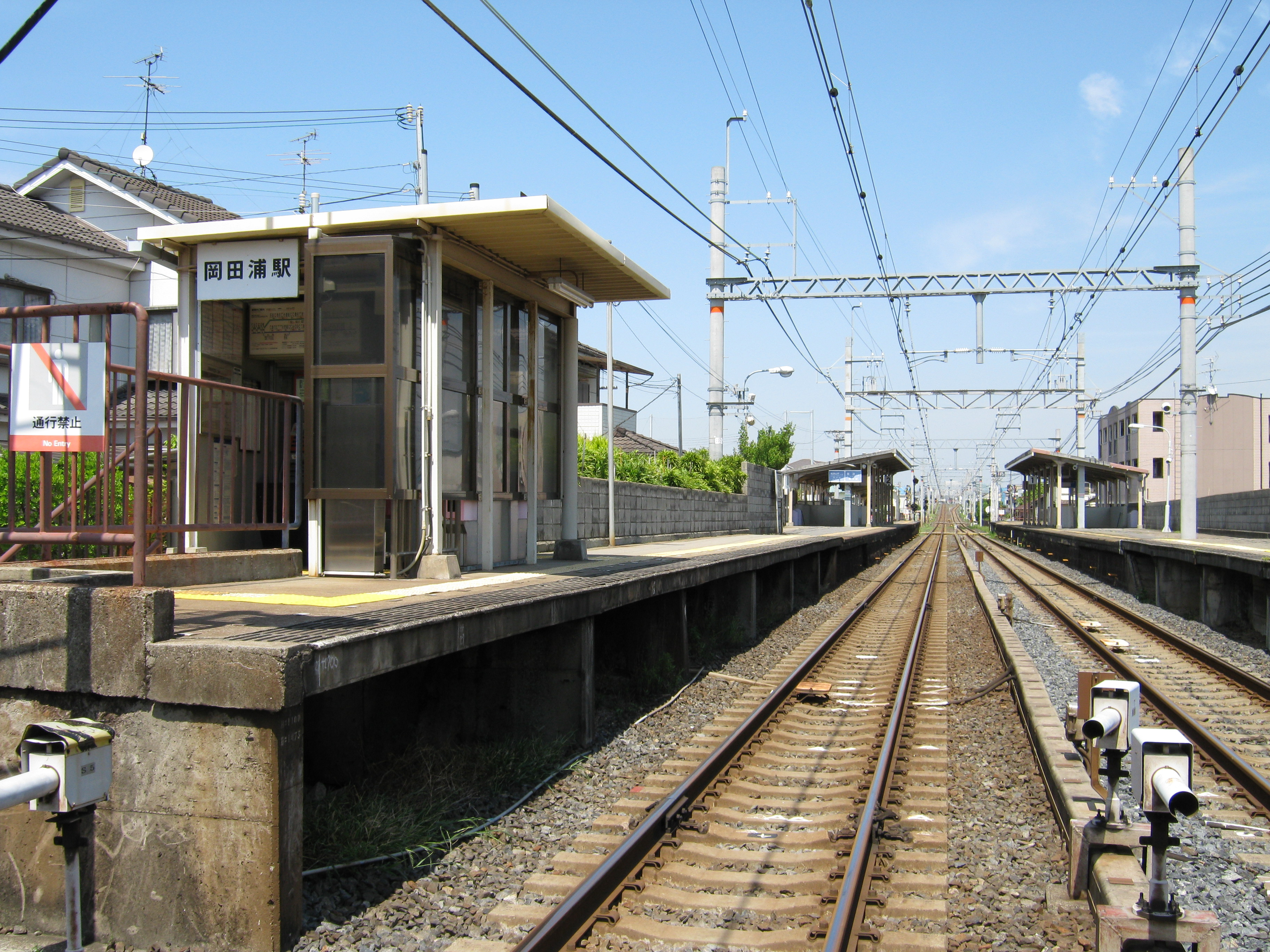
直近南側の狭い踏切から。写真左側の駅舎に自動改札と自動券売機が収まっている。

相対式2面2線のホームを持つ地平駅である。駅舎はなんば方面ホームの双方の端にある。2つのホームは連絡地下道によって結ばれている。トイレは2010年度まで男女共用の汲み取り式であったが、同年度に水洗化されて男女別となった。

### のりば
| のりば | 路線   | 方向 | 行先                 |
| ------ | ------ | ---- | -------------------- |
| 1      | 南海線 | 下り | 和歌山市方面         |
| 2      | 南海線 | 上り | なんば・関西空港方面 |

## 利用状況
2019年（令和元年）次の1日平均乗降人員は2,478人（乗車人員：1,263人、降車人員：1,215人）である。
| 年次   | 1日平均 乗降人員 | 1日平均 乗車人員 | 順位 | 出典   |
| ------ | ---------------- | ---------------- | ---- | ------ |
| 2000年 | 2,712            | 1,393            |      | [ 4 ]  |
| 2001年 | 2,630            | 1,339            |      | [ 5 ]  |
| 2002年 | 2,494            | 1,265            |      | [ 6 ]  |
| 2003年 | 2,439            | 1,237            |      | [ 7 ]  |
| 2004年 | 2,552            | 1,318            |      | [ 8 ]  |
| 2005年 | 2,639            | 1,357            |      | [ 9 ]  |
| 2006年 | 2,626            | 1,345            |      | [ 10 ] |
| 2007年 | 2,655            | 1,361            |      | [ 11 ] |
| 2008年 | 2,661            | 1,362            |      | [ 12 ] |
| 2009年 | 2,555            | 1,306            |      | [ 13 ] |
| 2010年 | 2,496            | 1,273            |      | [ 14 ] |
| 2011年 | 2,473            | 1,256            |      | [ 15 ] |
| 2012年 | 2,484            | 1,261            | 63位 | [ 16 ] |
| 2013年 | 2,508            | 1,274            | 65位 | [ 17 ] |
| 2014年 | 2,454            | 1,248            | 65位 | [ 18 ] |
| 2015年 | 2,451            | 1,249            | 66位 | [ 19 ] |
| 2016年 | 2,387            | 1,218            | 66位 | [ 20 ] |
| 2017年 | 2,372            | 1,213            | 65位 | [ 21 ] |
| 2018年 | 2,414            | 1,238            | 65位 | [ 22 ] |
| 2019年 | 2,478            | 1,263            | 65位 | [ 23 ] |

## 駅周辺
駅のすぐ北（隣）に西信達小学校と交番が、駅南方に西信達郵便局や西信達中学校がある。周囲は民家や田畑が多い。
接続する道路はいずれも狭いが、一方通行ながら北側の道路は府道の起終点である。
かつてはオークワ岡田店が存在していたが、1992年にスカイシティ泉南店（2014年6月20日閉店）への移行に伴い閉店している。
岡田漁港は駅から北へ徒歩15分ほど。

### バス路線
駅名を冠する停留所はないが、駅南方に「西信達公民館前」停留所があり、さわやかバス（泉南市のコミュニティバス）の一部路線が経由する。

#### さわやかバス
- 岡田A回り
- 岡田B回り
- 朝・西信回り

## 隣の駅
南海電気鉄道
 南海本線
■特急サザン・■急行
通過
■区間急行・■普通
吉見ノ里駅 (NK34) - 岡田浦駅 (NK35) - 樽井駅 (NK36)